# Da Light up, Da Poe Up
 Da Light up, Da Poe Up é quinto álbum de estúdio solo do rapper norte americano DJ Paul, um dos co-fundadores do grupo de Hip hop Three 6 Mafia lançado em 18 de agosto de 2015. O álbum foi produzido por DJ Paul.
Juntamente com o parceiro de grupo/produção Juicy J, e DJ Paul desempenhou um papel importante na cena do rap. Atrás liderança da dupla, Three 6 Mafia aumentou de um fenômeno subterrâneo em Memphis, Tennessee para um império de rap reconhecido nacionalmente, aterrando-se um Oscar antes e inúmeros álbuns solo para muitos foi no nos anos 90.

## Listas músicas
- 1. Intro[4]
  2. All I Do
  3. Lights Off Music (Skit)
  4. Shut It Down
  5. 1, 2, 3
  6. Got Our Bands Up (feat. Snootie Wild)
  7. Album Promo
  8. Escort Him (Strippers Anthem) [feat. La Chat]
  9. I Be Bussin
  10. Booking Info
  11. Lights Off Music (Skit)
  12. Crazy
  13. Sidewayz (feat. Stitches)
  14. Live in the Mix (feat. Dorrough Music)
  15. Turn It Up (Drop)
  16. Loud Loud (feat. Lil Wyte)
  17. Ratchet (feat. Ying Yang Twins & YB Rich Rocka)
  18. Promo (Skit)
  19. U Owe Me (feat. Chisanity)
  20. Website (Skit)
  21. Forever (feat. YB Rich Rocka)
  22. Extendos (feat. Boobie Black)
  23. Loud Loud (Remix) [feat. Lil Wyte]
  24. DJ Paul Speaks
  25. Damn I Think I'm Crazed (Remix) [feat. DJ Paul]
  26. High By Now (Outro)